# Fínsnechta Fledach
Fínsnechta Fledach mac Dúnchada (m. 695) fue un rey supremo de Irlanda.
Fínsnechta pertenecía a los Síl nÁedo Sláine de Uí Néill y era Rey de Brega, en el condado de Meath, Irlanda. Era nieto de Áed Sláine. Su padre Dúnchad había muerto en 659. Su epíteto "Fledach" significa "el festivo".

## Ascenso al trono
Se convirtió en rey de Brega y rey supremo en 675, después de matar a su predecesor, y primo carnal, Cenn Fáelad en batalla en Aircheltra, lugar no identificado. Los Anales fragmentarios de Irlanda relatan que Finsnechta ganó apoyos por su generosidad. Entre sus seguidores estaban el rey de Fir Rois y San Adomnán. Según este anal, recibió el título de mayordomo de Cenn Fáelad, pero insatisfecho con esto y animado por su amigo de Fir Rois desafió a Cenn Faelad y obtuvo el trono.
Parece haber encontrado resistencia del rey de Leinster en una batalla en Loch Gabor (Lagore) que tuvo lugar en 677. Hubo numerosas bajas en ambos bandos, pero Finsnechta resultó vencedor. En 680 Finsnechta hizo asesinar al rey de Leinster, Fiannamail mac Máele Tuile.
Finsnechta estuvo implicado en el norte también. En 676 destruyó Ailech, centro de Cenél nEógain. Combatió a Bécc Bairrche mac Blathmaic (d. 718), rey de Ulster, en 679 en la batalla de Tailtiu.
En junio de 684 Egfrido de Northumbria, rey de Northumbria, envió un ejército bajo Berht a Irlanda que devastó Brega, el corazón del reino de Fínsnechta. Las razones no son claras. Los rehenes tomados en la redada regresaron después gracias a los oficios de Adomnán en 687.
Según la saga Bóroma ("El tributo de ganado"),  se menciona que Fínsnechta Fledach emprendió una expedición contra Leinster cuándo los Laigin rechazaron pagar el tributo de ganado. El rey Bran Mut mac Conaill (m. 693) reunió fuerzas en Leinster y envió a Moling (m. 697), el abad de Ferns, para negociar con Fisnechta. Moling engañó a Fisnechta para enviar el tributo. Como resultado, Adomnan se enojó con el rey y los maldijo con que ninguno de sus descendientes tendría fama. Finsnechta hizo penitencia a Adomnan y fue perdonado por remitir el Boruma.

## Abdicación temporal y muerte
En 688 Fínsnechta abdicó para convertirse en monje, pero abandonó vida clerical y recuperó el trono en 689. Este regreso al poder puede haber sido resultado del estallido de una guerra civil entre Síl nÁedo Sláine ya que Niall mac Cernaig Sotal (m, 701) de Uí Chernaig del sur de Brega derrotó a Congalach mac Conaing Cuirre (m. 696) del norte de Brega en la batalla de Imlech Pich en 688. También, Áed mac Dlúthaig (muerto 701) del Síl nDlúthaig mató a Diarmait Dian mac Airmetaig Cáech, Rey de Uisnech de Clann Cholmáin en 689.
Fue asesinado, junto con su hijo Bresal, por sus parientes Áed mac Dlúthaig y Congalach mac Conaing Cuirre en Grellaigh Dollaith. Según los Anales de Tigernach, esto sucedió en batalla, pero los Anales fragmentarios afirman que fue asesinado en una tienda por Congalach. Congalach sucedió a Fínsnechta como rey de Brega, y Loingsech mac Óengusso, de Cenél Conaill como rey supremo.
Los descendientes de Finsnechta, el clan Fínsnechtai no jugaron un papel importante. Fínsnechta fue sobrevivido por su hijo Ailill, asesinado en 718.
La lista superviviente más antigua de reyes supremos de Irlanda, la del Baile Chuind Chétchathaig fue aparentemente compilada en tiempos de Fínsnechta .